# Campeonato de Hungría de Ciclismo Contrarreloj
Los Campeonatos de Hungría de Ciclismo Contrarreloj se organizan anual e ininterrumpidamente desde el año 1997 para determinar el campeón ciclista de Hungría de cada año, en la modalidad.
El título se otorga al vencedor de una única carrera, en la modalidad de Contrarreloj individual. El vencedor obtiene el derecho a portar un maillot con los colores de la bandera húngara hasta el campeonato del año siguiente, solamente cuando disputa pruebas contrarreloj.

## Palmarés
| Año  | Ganador           | Segundo           | Tercero          |
| ---- | ----------------- | ----------------- | ---------------- |
| 1997 | László Bodrogi    | Csaba Szekeres    | D. Sipocz        |
| 1998 | László Bodrogi    | Csaba Szekeres    | Aurel Vig        |
| 1999 | Aurel Vig         | Peter Legradi     | Gabor Kisko      |
| 2000 | László Bodrogi    | Peter Legradi     | Tamas Vilmaniy   |
| 2001 | László Bodrogi    | Peter Legradi     | Zoltan Vanik     |
| 2002 | László Bodrogi    | Csaba Szekeres    | Peter Legradi    |
| 2003 | László Bodrogi    | Csaba Szekeres    | Aurel Vig        |
| 2004 | László Bodrogi    | Csaba Szekeres    | Aurel Vig        |
| 2005 | Csaba Szekeres    | Bence Zsumori     | Péter Kusztor    |
| 2006 | László Bodrogi    | Csaba Szekeres    | Tamas Lengyel    |
| 2007 | László Bodrogi    | Peter Legradi     | Tamas Lengyel    |
| 2008 | László Bodrogi    | Zoltan Madaras    | Andras Berkesi   |
| 2009 | Rida Cador        | Zoltan Madaras    | Gergely Ivanics  |
| 2010 | Péter Kusztor     | Gabor Kisko       | Janos Hemmert    |
| 2011 | Gábor Fejes       | Peter Palotai     | Bálint Szeghalmi |
| 2012 | Gábor Fejes       | Gabor Lengyel     | Gabor Kisko      |
| 2013 | Gábor Fejes       | Žolt Der          | Péter Kusztor    |
| 2014 | Gábor Fejes       | Krisztián Lovassy | Péter Kusztor    |
| 2015 | Krisztián Lovassy | Žolt Der          | Tibor Roka       |
| 2016 | János Pelikán     | Žolt Der          | Péter Kusztor    |
| 2017 | János Pelikán     | Barnabás Peák     | Žolt Der         |
| 2018 | Barnabás Peák     | Gábor Fejes       | János Pelikán    |
| 2019 | Attila Valter     | János Pelikán     | Barnabás Peák    |
| 2020 | Barnabás Peák     | Attila Valter     | Dániel Szalay    |
| 2021 | Erik Fetter       | Attila Valter     | János Pelikán    |
| 2022 | Erik Fetter       | Barnabás Peák     | Gergely Somogyi  |
| 2023 | Attila Valter     | Dániel Szalay     | Erik Fetter      |
| 2024 | Barnabás Peák     | Attila Valter     | János Pelikán    |
| 2025 | János Pelikán     | Attila Valter     | Barnabás Peák    |